# Második oostendei rajtaütés
A második oostendei rajtaütés (a hadművelet hivatalos megnevezése Operation VS) az első világháború során, 1918 tavaszán végrehajtott brit katonai akció volt a német megszállás alatt lévő belgiumi Ostende ellen, melynek során a városon át a tengerbe vezető csatornát torlaszhajók elsüllyesztésével igyekeztek járhatatlanná tenni, megakadályozva így, hogy a német haditengerészeti erők innen kiindulva hajthassák végre bevetéseiket. A Császári Haditengerészet 1915 óta használta a megszállt belga kikötőket a kereskedelmi háborúban támaszpontként az atlanti csata során. A hadművelet nem járt sikerrel.

## Előzmények
A német hadsereg 1914-ben elfoglalta Belgium területének nagy részét és csak a tengerpart közeli Ypres környéke maradt az antant kezén az ország nyugati sarkában. A tengerpart többi részét a németek ellenőrizték, közte Antwerpen és Brugge stratégiai jelentőségű kikötőit. Míg Antwerpen egy mély vizű kikötő volt, melyet a britek könnyen támadhattak a tenger felől, addig Brugge 10 km-re feküdt bent a szárazföldön és így viszonylag védett volt a tenger felőli támadásokkal szemben. A csatornahálózat révén Ostende és Zeebrugge városainál lehetett kihajózni innen a nyílt tengerre a kisebb hadihajókkal, mint rombolókkal, torpedónaszádokkal és tengeralattjárókkal a La Manche hajóforgalmának zavarására illetve Anglia délnyugati és Franciaország északi partja elleni támadásokhoz. Az éjszaka bevetésre induló tengeralattjárók egy nappal hamarabb elérhették innen az atlanti vizeket, mintha németországi bázisokról indultak volna és kikerülhették így az Északi-tengert lezáró aknazárat.

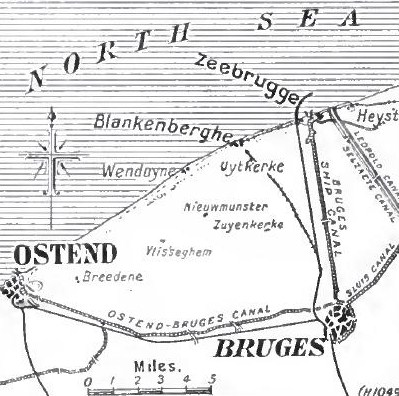
Bruges a két tengerhez vezető csatornával

1915-16 folyamán a Kaiserliche Marine a kis flamand kikötőt nagy haditengerészeti támaszponttá építette ki. A tengeralattjárók védelmére nagy betonbunkereket emeltek, nagy kiterjedésű barakkokat és kiképzőbázist emeltek a tengeralattjárók és egyéb hadihajók személyzetének részére. Az itteni támaszpont ennél fogva a Nagy-Britanniát sújtó német kereskedelmi blokád egyik alapelemévé vált. Két korábbi sikertelen akciót már indítottak a britek a kisebb és keskenyebb oostendei csatorna lezárására. 1915. szeptember 7-én négy a doveri őrjárathoz tartozó Lord Clive-osztályú monitor bombázta már az itteni hajógyárakat. A britek csak 14 lövést adtak le, melyek a hajógyárnak csak egy részét borították lángba. Az 1917. szeptember 22-ei bombázásban a zsilipeket érte találat.
Két év elteltével támadták ismét az oostendei zsilipeket. Az első oostendei rajtaütést a zeebruggeivel egyszerre hajtották végre Roger Keyes altengernagy vezetésével 1918. április 23-án. Egyik akció sem hozott sikert, de míg Zeebruggénél oly közel jártak a küldetés teljesítéséhez, hogy a britek csak hónapok múltán fedezték fel, hogy valójában az sem érte el a célját, addig az oostendei egyenesen katasztrófához vezetett. Mindkét a csatorna lezárására kijelölt torlaszhajó zátonyra futott és a legénységük kénytelen volt elsüllyeszteni fél mérföldre a kijelölt helytől heves elhárító tűz közepette, mely súlyos veszteségeket okozott emberéletben. Így míg a zeebruggei csatornát lezártnak hitték, az oostendei nyilvánvalóan nyitva maradt, hasztalanná téve a másik helyszínen elértnek hitt eredményeket.

## Brit tervek

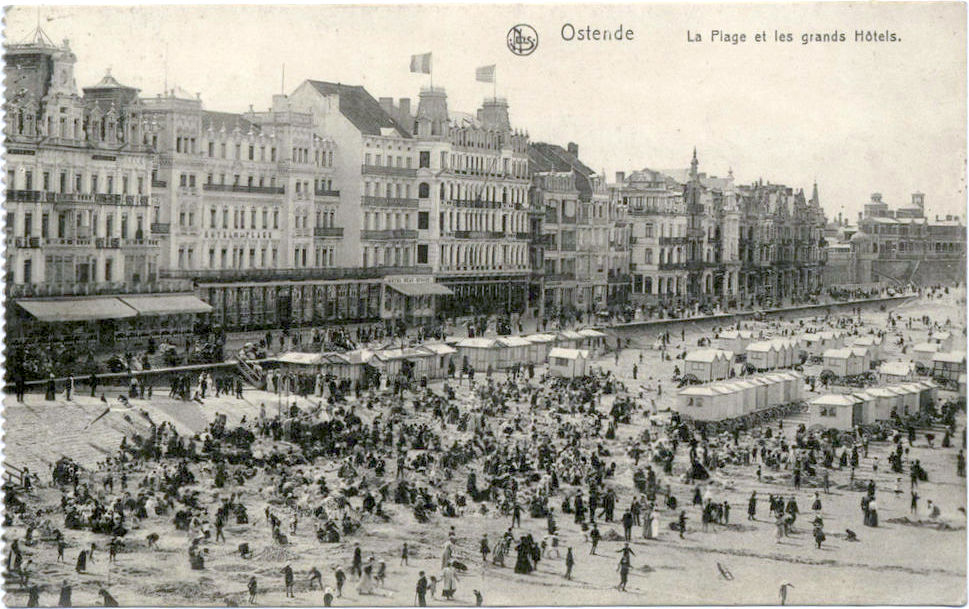
Ostende tengerpartja 1915-ben

A korábbi rajtaütések után kijavított és új személyzettel ellátott hajókat Anglia délkeleti partjainál gyülekeztették, hogy megismételjék az Oostende elleni támadást, melynek révén azt remélték, hogy Bruggét el tudják vágni a tengertől és így az ott lévő 18 tengeralattjárót és 25 torpedónaszádot hónapokra csapdába ejthetik. Az áprilisi rajtaütésben részt vett önkéntesek tanácsaikkal segítették az újabb hadműveletet. Köztük volt Henry-Hardy korvettkapitány (Lieutenant-Commander; HMS Sirius), Alfred Godsal fregattkapitány (Commander), a Brilliant korábbi parancsnoka és Victor Crutchley főhadnagy (first lieutenant), szintén a Brilliantről. Ezek a tisztek Hubert Lynes sorhajókapitányt (commodore) és Roger Keyes tengernagyot egy jobban kidolgozott második rajtaütés tervével keresték fel. Más tisztek is jelentkeztek az akcióra, Keyes és Lynes pedig kidolgozták az Oostende elleni akció hadműveleti tervét.
Két elavult cirkálót, a Sapphót és a zeebruggei rajtaütést megjárt Vindictive-et alakították át torlaszhajónak, kiszerelve a nem létfontosságú felszereléseiket, a szükségeseket pedig megerősítve. A hajók személyzetét önkéntesek közül válogatták ki. A hajó elülső ballaszttartályait betonnal öntötték ki, hogy az védje a hajó orrát a támadás alatt és hogy elsüllyesztése után rögzítse a hajót. A Vindictive parancsnoka Godsal volt, 6 tisztje és 48 fős legénysége mind a Brilliant önkéntese volt az előző akció során. A feláldozandó két cirkálót Keyes vezetésével ismét négy monitor támogatta, míg nyolc romboló és öt motoros bárka Lynes parancsnoksága alatt állt. A torlaszhajókhoz hasonlóan a motoros bárkák személyzetét is teljesen önkéntesek alkották, akik a korábbi belga partok elleni akciókban már részt vettek.
A haditerv hasonló volt a három héttel korábbihoz. A bevetést megfelelő időjárási körülmények között kellett végrehajtani mesterséges ködfüggöny védelmében. Az ellenséges partvédelem és repülőgépek tüzében a torlaszhajóknak egyenesen a be kellett hajózniuk a csatornába és ott keresztbe állva a személyzetüknek el kellett őket süllyeszteniük. Az előretörésüket a német part menti állásokat tűz alá vevő monitorok fedezték a távolból, a parthoz közelebbről pedig a rombolók. A tüzérségi fedezet fontos volt, mert Oostendét a 28 cm-es ágyúkkal rendelkező Tirpitz üteg oltalmazta. Miután a torlaszhajókat a megfelelő helyen elsüllyesztették, a személyzetüket a melléjük beálló motoros bárkáknak kellett kimenekíteniük és a monitorokra átszállítaniuk. A hadművelet célja a csatorna teljes lezárása lett volna. A brit hadvezetésnél úgy vélték, hogy ezzel teljesen elzárhatnák a bruggei német támaszpontot a nyílt vizektől. Valójában azonban a zeebruggei akciójuk sem járt sikerrel, de erről ekkor még nem voltak információik, így ettől a sikertől Brugge hónapokra való teljes kiiktatását remélték.

## A rajtaütés
A rajtaütéshez minden előkészületet elvégeztek május első hetére és május 9-én az időjárás csaknem tökéletes volt a végrehajtáshoz. A brit hajóhad Dunkerque-nél gyülekezett és röviddel sötétedés után útnak indult. Éjfél után két perccel a Sapphón volt egy kazánrobbanás, ami miatt ennek az egységnek vissza kellett fordulnia. Ez a baleset felére csökkentette az Oostende blokádjára kijelölt torlaszhajók számát, de Lynes  ennek ellenére is a hadművelet folytatása mellett döntött és 01:30-kor megközelítette a kikötőt. A támadás kezdetén motoros bárkákról indított torpedók segítségével kiiktatták a mólók végén elhelyezett géppuskaállásokat. Az újonnan megalakult Brit Királyi Légierő 10 nehézbombázója gyújtóbombákat dobott a német állásokra, de nem okoztak jelentős károkat. A köd ellenére a légitámadások a tervek szerint folytatódtak Charles Lambe dandártábornok vezetésével. A légitámadásokkal egy időben a királyi tengerészgyalogság tüzérsége (Royal Marine Artillery) is tüzet nyitott Oostendére Ypres körzetében lévő ütegeiből.

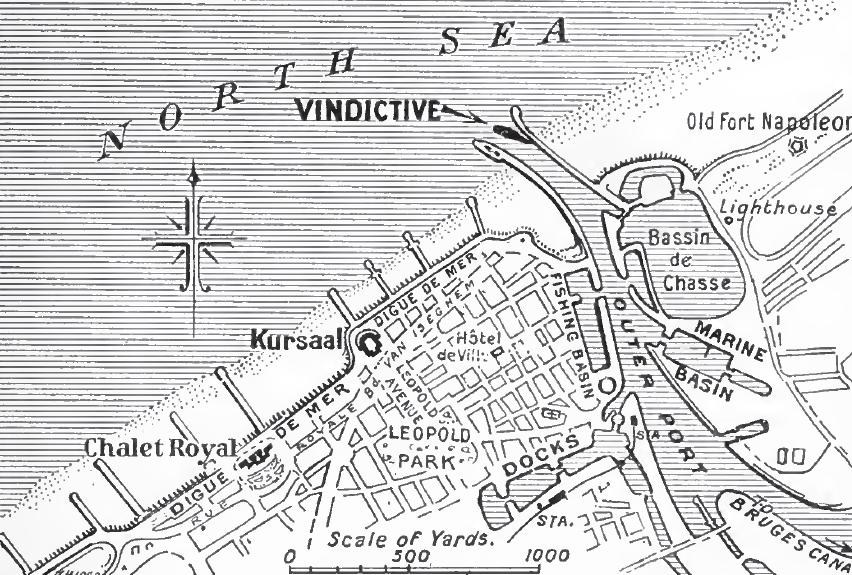
a Vindictive helyzete az akció után

Godsal és Lynes a támadás előkészítésekor alaposan tanulmányozták Oostende térképeit az előző balul sikerült akció után, melyet a bóják áthelyezése révén hiúsítottak meg a németek. Az alapos felkészülést azonban hatástalanná tette a hirtelen leereszkedő köd, mely teljesen láthatatlanná tette a partot. A nagy ködben a kikötőbejárat előtt ide-oda hajózva Godsal kereste a csatornát, miközben a monitorok és a német partvédelem lövegei nagy távolságból tűzpárbajt vívtak egymással. Godsal a bejáratot jelölő mólókat kereste, mialatt a tűzpárbaj lövedékei a hajója felett repültek el. Miközben keresődött, két német torpedónaszád hagyta el Oostendét, hogy elkapják a cirkálót, de a nagy ködben összeütköztek és sérülten vissza kellett térniük a parthoz. Ez idő alatt Godsal monitorjai szem elől veszítették a cirkálót a homályban. A Vindictive a harmadik próbálkozásra végül megtalálta a bejáratot, de ekkorra már csak az egyik motoros bárka kísérte. A bárkáról kilőtt világító rakéta fénye megvilágította a kikötő bejáratához közelítő Vindictive-et és a hirtelen felbukkanó célpontot azonnal tűz alá vették a német ütegek és súlyosan meg is rongálták. Az elszenvedett találatok tovább fokozták a korábban Zeebruggénél elszenvedett sérüléseket és súlyosan károsították a Vindictive bal oldali propellerét.
Godsal a Vindictive-et bal oldali kanyarodással próbálta keresztbe állítani a csatornában, de amint kiadta a kanyarodáshoz a parancsot a jobb oldali hajócsavar teljesen letörött és ez megakadályozta a cirkálót abban, hogy a kívánt mértékben el tudja végezni a manővert. Még mielőtt erről tudomást szereztek a hajóhídon, egy felépítménybe becsapódó lövedék azonnal végzett Godsallal és összezúzta a parancsnoki híd szerkezetét. A hídon tartózkodók nagy része életét veszítette vagy megsebesült a robbanásban, köztük Victor Crutchley főhadnagy (first lieutenant) is, aki a kormánykerékhez botorkálva próbálta kellő irányba állítani a hajót. A megrongálódott propeller miatt azonban a manővert nem tudta kivitelezni és a hajó a csatornán kívülre sodródva egy homokpadra futott, csak részben elzárva a bejáratot.

## AVindictiveevakuálása
Felismerve, hogy a további manőverezés értelmetlen, Crutchley elrendelte a hajó elsüllyesztéséhez szükséges töltetek felrobbantását és a hajó elhagyását. Mialatt William Bury gépészhadnagy előkészítette a tölteteket, Crutchley szemrevételezte a hajót és az összes túlélőt a hajó tenger felőli oldalára rendelte, ahol azok csónakokba szálltak. A heves ágyú és géppuska tűzben még körbenézett a hajón, hogy a holttestek között akad-e esetleg még életben lévő tengerész, majd utolsóként hagyta el azt. A mentőakció azonban nem a tervek szerint haladt, mivel az öt motoros bárkából a nagy köd miatt csak az ML254 tudott a Vindictive-vel tartani. A parancsnoka megsebesült, a másodtisztje (executive officer) pedig elesett. A cirkáló mögött elfoglalt védett helyzete ellenére tovább érték a géppuskasorozatok és a fedélzetére átugrálók közül többen bokatörést szenvedtek.
Az ML254 ezután lassan távolodni kezdett a csatorna torkolatától felső fedélzetén a Vindictive 55 fős személyzetének 38 túlélőjével és eközben ki voltak téve a gépágyúk tüzének. Ahogy Drummond kapitány a bárkájával a tenger irányába fordult, hogy a német partvédelemmel még mindig tűzpárbajt vívó hajókhoz közelítsen, utolérte őket az ML276. Drummond a bárka parancsnokának, Rowley Bourke hadnagynak jelezte, hogy lehetnek még emberek a vízben, mire Bourke a kikötőhöz hajózott a megkeresésükre. Drummond túlterhelt és az elszenvedett sérüléstől süllyedő bárkája a kijelölt találkozási pont felé tartott, ahol a Warwick romboló átvehette a túlélőket.
Bourke kiáltásokat hallva behajózott a kikötő torkolatába, de nem talált rá az elveszett emberekre. A gépágyúk és ágyúk elhárító tüzében négyszer közelítette meg a roncsot, mire rátaláltak a Vindictive két matrózára és a súlyosan sérült navigációs tisztjére, akik egy felfordult mentőcsónakba kapaszkodtak. A fedélzetre segítették őket és épp visszaindultak már, mikor két 150 mm-es lövedék találta el a bárkát, megsemmisítve a mentőcsónakot és a sűrített levegős tartályokat. Emiatt a hajtóművek leálltak és erősen korrozív sav került a fedélzetre súlyosan megrongálva a hajótestet és kis híján megfullasztva a bárka eszméletlen kapitányát. A heves tűzben a motoros bárka kibotorkált a kikötőből és egy másik későn érkező bárka vontába vette. A hadművelet után Bourke motoros bárkáján 55 lövedék és repesz ütötte lyukat számoltak össze.
A partoktól távolabb a Warwick fedélzetére vette a Vindictive túlélőit és a romboló fedélzetén Keyes törzse épp a hadművelet eredményeit tárgyalta meg velük mikor a kikötő védelmére létesített aknamező egyik aknájára futottak. Az elszenvedett sérülés következtében a romboló erősen megdőlt. A Velox romboló mellé állva átvette a Warwick, a Vindictive és az ML254 túlélőit. A még mindig felszínen lévő Velox-szal csak másnap reggel értek Doverbe. A rajtaütés után közvetlenül az elesettek számát nyolc elesettben, tíz eltűntben és 29 sebesültben adták meg. Német oldalon a veszteség három halott és nyolc sebesült volt.

## Az akció után
Az Oostende elleni második támadás részben sikeres volt. A csatorna egy részét sikerült lezárni és Bruggét látszólag sikerült elvágni a nyílt tengertől, azonban a kisebb hadihajók továbbra is szabadon tudtak közlekedni. Valójában a jóval szélesebb zeebruggei csatornát sem sikerült lezárni az előző támadás során. Az akció sikerességének értékelése túl optimista volt. A csatornán keresztül már másnap közlekedtek az UC-osztályú kisebb német tengeralattjárók és a németek a következő hetek során mindkét kikötőnél újabb csatornákat ástak a közlekedés megkönnyítésére.
Ostendénél a Vindictive roncsa lehetetlenné tette a nagyobb hajók közlekedését a csatornán, de a kisebbek továbbra is fennakadás nélkül ki-be járhattak. A Bruggében lévő nagyobb hajók a háború hátralévő idejére itt ragadtak. Az Oostende és Zeebrugge előtti torlaszok felszámolása még éveket vett igénybe és csak 1921-re távolították el őket teljesen. Az Oostende és Zeebrugge elleni rajtaütések stratégiai szempontból nem voltak hatással az atlanti csatára. Ennek ellenére Nagy-Britanniában az Oostende elleni rajtaütést sikerként könyvelték el. Három Viktória-keresztet és számos alacsonyabb rendű kitüntetést osztottak szét a résztvevők között. A brit admiralitás a Royal Navy által alaposan kitervelt és bátran kivitelezett akcióinak egyik kiváló példájaként hozta fel a hadműveletet, ami jelentős morális lökést jelentett a háború egyik legkritikusabb időszakában, a tavaszi offenzíva idején.

## Fordítás
- Ez a szócikk részben vagy egészben  a   Second Ostend Raid című angol Wikipédia-szócikk ezen változatának fordításán alapul.  Az eredeti cikk szerkesztőit annak laptörténete sorolja fel. Ez a jelzés csupán a megfogalmazás eredetét és a szerzői jogokat jelzi, nem szolgál a cikkben szereplő információk forrásmegjelöléseként.